# Hans Krebs (general de las SS)
Hans Krebs (26 de abril de 1888 - 15 de febrero de 1947), fue un alemán nacido en Moravia y ferviente nacionalista alemán que emigró a la Alemania nazi. Se afilió al Partido Nazi, fue elegido miembro del Reichstag y nombrado Regierungspräsident (presidente de distrito) en los Sudetes. También fue miembro de las SS y alcanzó el rango de Brigadeführer de las SS. En 1947, la República Checoslovaca ejecutó a Krebs en Praga por alta traición.

## Primeros años de vida
Krebs nació en Iglau (actual Jihlava), en Moravia, cuando esta región formaba parte de Austria-Hungría. Estudió en la Volksschule y la Oberrealschule de Iglau hasta 1906. Estuvo involucrado en el nacionalismo alemán desde joven, afiliándose al Partido Obrero Alemán (Deutsche Arbeiterpartei, DAP) en 1907. El programa del partido incluía elementos de pangermanismo y antisemitismo. Al año siguiente fue nombrado secretario de la Deutschen Volkswehr (milicia alemana) de Iglau. En 1910 fue nombrado director del órgano de noticias del DAP, el Deutsche Arbiterpresse, y editor del periódico de correspondencia parlamentaria, el Deutsche Arbiterkorrespondenz, ambos en Viena. Ese mismo año ascendió a secretario general de la comisión central de la Asociación de Empleados Alemanes de Austria. En 1912 fue nombrado director general de la DAP en Viena.
Al estallar la Primera Guerra Mundial en agosto de 1914, Krebs se alistó voluntario en el ejército austrohúngaro y fue destinado al 4º Regimiento de Infantería. Desde julio de 1915 sirvió en el frente en Serbia y en Italia. Como teniente, fue comandante de pelotón de ametralladoras de agosto a diciembre de 1916, cuando fue declarado no apto para seguir sirviendo en el frente. Recibió varias condecoraciones, incluida la Medalla al Valor en dos clases, y fue ascendido al rango de Oberleutnant antes de ser licenciado en octubre de 1918.

## Actividades políticas en Checoslovaquia
Al regresar a la vida civil en la recién creada Checoslovaquia, Krebs se unió al Partido Nacionalsocialista Obrero Alemán (DNSAP), sucesor del DAP, con el número de miembro 86, y asumió el rol de editor del periódico Iglauer Volkswehr. Iglau se había transformado en el segundo enclave de habla alemana más grande dentro de Checoslovaquia, donde prevalecía un fuerte malestar político entre la población alemana bohemia. En 1918, Krebs fue designado director general del DNSAP en los Sudetes y editor principal del Nationalsozialistischen Korrespondenz en Bohemia, posiciones que mantuvo hasta 1931. Entre 1918 y 1919, ocupó un escaño en el Landtag de Bohemia, y de 1920 a 1931, fungió como jefe de la secretaría del partido en los Sudetes. En 1920, tuvo un encuentro con Adolf Hitler. En 1925, fue elegido miembro del Consejo Municipal de Aussig (actualmente Ústí nad Labem) y de la Cámara de Diputados de Checoslovaquia, cargos que desempeñó hasta 1933. Asimismo, entre 1927 y 1933, Krebs actuó como Landesleiter (líder estatal) del DNSAP en Bohemia. También fue, entre 1928 y 1930, Landesleiter en funciones en Austria, pero en gran medida fue un líder ausente y abandonó este cargo para concentrar sus energías en Checoslovaquia.
El 15 de mayo de 1929, Krebs participó en la fundación y asumió el cargo de Landesleiter de una organización paramilitar del DNSAP, disfrazada como una entidad deportiva bajo el nombre de Volkssport Verband (Asociación Deportiva Popular). Inspirada en las Sturmabteilung (SA) del partido nazi alemán, sus integrantes lucían uniformes marrones similares a los de las SA y organizaban grandes concentraciones y desfiles con el objetivo de promover la unificación con Alemania. Realizaron maniobras conjuntas con las SA, y en una ocasión, en enero de 1931, unidades de las SA atravesaron la frontera hacia territorio checo. El gobierno checoslovaco reaccionó inicialmente prohibiendo el uso de los uniformes marrones y, posteriormente, el 1 de marzo de 1932, disolvió completamente la organización. Varios miembros de Volkssport Verband fueron procesados y juzgados por alta traición en Brno entre el 8 de agosto y el 24 de septiembre de 1932. Durante el proceso, Krebs resultó implicado, pero su inmunidad parlamentaria lo protegió. En noviembre, los fiscales solicitaron al parlamento autorización para actuar en su contra, y el 28 de febrero de 1933, Krebs fue acusado, arrestado y encarcelado durante varios meses. Liberado bajo la condición de abstenerse de actividades ilegales, incumplió esta restricción al escapar a Alemania en julio.

## Carrera en la Alemania nazi

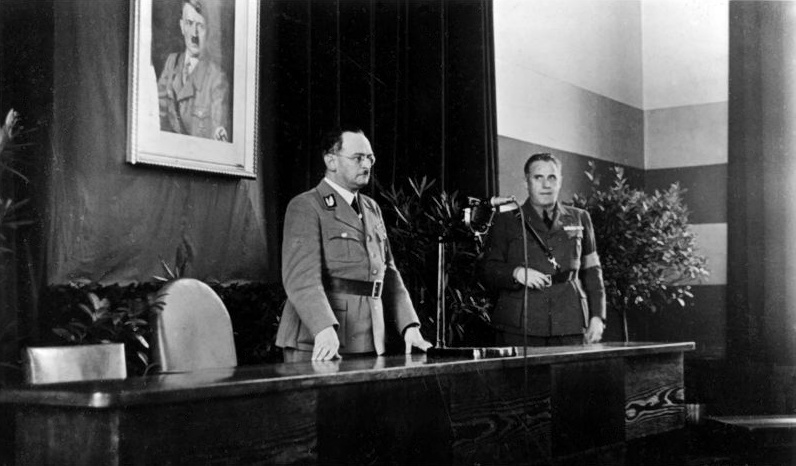
Gauleiter Hans Krebs (a la izquierda), en el Ministerio del Interior del Reich, 1938

En Alemania, Krebs se convirtió en asesor de Hitler en asuntos checoslovacos. Se afilió al Partido Nazi y se le concedió la fecha de entrada en vigor del 1 de abril de 1925 junto con su antiguo número de afiliación al partido DNSAP, el 86. Se unió a las SA como SA-Obersturmbannführer y, el 30 de enero de 1934, fue contratado como asesor de prensa en el Ministerio del Interior del Reich, bajo las órdenes del Reichsminister Wilhelm Frick. En noviembre de 1934, fue nombrado jefe de la Biblioteca de Publicaciones Profesionales del ministerio, y en febrero de 1935 fue nombrado Regierungsrat (Consejero del Gobierno). El 29 de marzo de 1936 fue elegido diputado al Reichstag por la circunscripción electoral 3 (Berlín-Este), escaño que conservaría hasta la caída del régimen nazi. A mediados de la década de 1930 escribió dos libros defendiendo el caso de los Sudetes alemanes: Kampf in Böhmen (Berlín, 1936) y Wir Sudetendeutsche (Berlín, 1937). El 30 de enero de 1937, Krebs fue ascendido al cargo de Oberregierungsrat (Consejero Superior del Gobierno) y también ascendido al rango de SA-Standartenführer. En octubre de 1937, circulaban rumores de que Franz von Papen dejaría su posición como embajador alemán en Austria, y los nazis austriacos consideraban a Krebs como el candidato ideal para reemplazarlo. Sin embargo, no se designó a ningún sucesor, ya que Papen continuó en su cargo hasta poco antes del Anschluss de Austria, en marzo de 1938. Krebs abandonó las SA y fue transferido a las Schutzstaffel (SS) el 1 de abril de 1938 (número SS 292.802) y fue asignado a la Oficina Principal de las SS. Posteriormente sería ascendido a SS-Oberführer (16 de octubre de 1938) y a SS-Brigadeführer (9 de noviembre de 1940) cuando fue asignado al personal del Reichsführer-SS. Con motivo del 50 cumpleaños de Krebs, el 26 de abril de 1938, Hitler le concedió el título de Gauleiter Honorario. Más tarde también se le concedió la Placa Dorada del Partido.

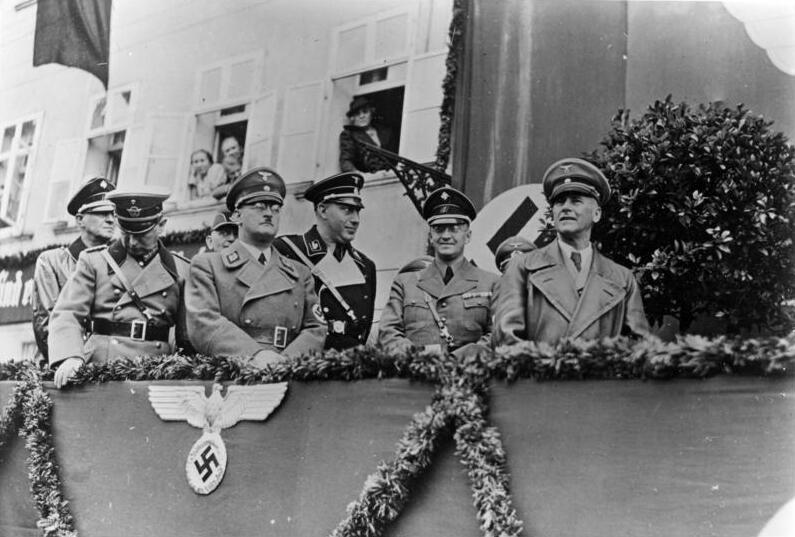
Krebs en los Sudetes el 23 de septiembre de 1938 durante una visita con otros funcionarios nazis. De derecha a izquierda: Wilhelm Frick, Ministro del Interior del Reich, Konrad Henlein, Gauleiter de los Sudetes, Wilhelm Stuckart, Secretario de Estado, Ministerio del Interior, Krebs y Adolf von Bomhard, Teniente General de la Ordnungspolizei

De agosto a octubre de 1938, Krebs dirigió el Programa de Ayuda a los Refugiados Alemanes de los Sudetes en Berlín, y el 27 de septiembre fue ascendido a Ministerialrat (Consejero Ministerial) en el Ministerio del Interior. Entre el acuerdo de Múnich del 29 de septiembre de 1938, cuando los Sudetes fueron cedidos a Alemania, y finales de año, más de 150.000 habitantes huyeron de la zona, entre ellos checos y alemanes definidos como judíos según las Leyes de Núremberg. Los que se quedaron sufrieron la persecución y la violencia que siguieron, incluidos los saqueos y la destrucción del pogromo del Kristallnacht del 9 al 10 de noviembre. El 15 de noviembre de 1938, Krebs fue encargado de dirigir los asuntos de gobierno del Regierungsbezirk Aussig, una de las tres regiones administrativas establecidas dentro del Reichsgau Sudetenland. Fue nombrado Regierungspräsident en funciones el 15 de diciembre y el nombramiento se hizo permanente el 31 de marzo de 1939. Durante su mandato, los judíos que vivían en Aussig fueron perseguidos sistemáticamente y, en la Nochevieja de 1938, la Sinagoga (Ústí nad Labem) fue atacada e incendiada. Más tarde se instaló en el lugar una carnicería. A finales de 1941 y principios de 1942, los residentes judíos fueron detenidos y deportados al gueto de Theresienstadt y, finalmente, a los campos de exterminio. De los aproximadamente 1.250 miembros de la comunidad judía de Aussig, se calcula que sólo unas 200 personas sobrevivieron a la guerra emigrando. Sólo unos pocos de los supervivientes regresaron a la ciudad después de la guerra.
En 1942, Krebs fue considerado para el cargo de Gauleiter del Reichsgau Flandern, proyectado pero nunca establecido. El 20 de mayo de 1943, Konrad Henlein, Gauleiter en el Reichsgau Sudetenland, propuso a Krebs para ser su adjunto, pero Martin Bormann, jefe de la Cancillería del Partido, lo vetó y el puesto pasó a Hermann Neuburg en otoño de ese año. A continuación, Krebs formó parte del personal del SS-Oberabschnitt Elbe en Dresde y, el 1 de mayo de 1944, fue transferido al personal del SS-Oberabschnitt Böhmen-Mähren con sede en Praga.

## Posguerra
Tras el final de la Segunda Guerra Mundial en Europa, Krebs fue detenido por las autoridades checoslovacas en mayo de 1945 y encarcelado en la prisión de Pankrác. Fue juzgado por la República Checoslovaca, condenado por alta traición y ejecutado en la horca en Praga en febrero de 1947.
| Rangos de las SA y las SS | Rangos de las SA y las SS |
| fecha                     | rango                     |
| ------------------------- | ------------------------- |
| 1933                      | SA-Obersturmbannführer    |
| 30 de enero de 1937       | SA-Standartenführer       |
| 1 de abril de 1938        | SS-Standartenführer       |
| 16 de octubre de 1938     | SS-Oberführer             |
| 9 de noviembre de 1940    | SS-Brigadeführer          |

## Escritos
- Kampf in Böhmen, (Berlín: Volk und Reich Verlag, 1936)
- Wir Sudetendeutsche, (Berlín: Runge, 1937)